# Edificio de la Tercia
Es el edificio más antiguo que conserva el pueblo, data de principios del siglo XV.
En este lugar los habitantes de la villa de Zarza de tajo pagaban los impuestos los cuales eran pagados en especie. Actualmente se encuentra en ruinas y en una de sus habitaciones conserva los restos de una antigua bodega.

## Cómo fue reparada y como se hizo una bodega y lagar en ella
Del año 1631, se han encontrado una carpeta que contiene una extensa documentación referente a la:
"Consulta que la excelentísima señora Princesa de Mélito, Duquesa de Pastrana, hizo el licenciado XP Cristobal García Baldarazete, cura de la villa de La Zarza, administrador de la rentas de su excelencia, sobre que se hiciese en dicha villa una bodega con sus vasijas para recoger la tercia de la uva. Decreto de su excelencia para que se hiciese. Cartas de pago y relación de gastos hechos en el canal de la tercia en los años de 1629 y 1631".
Así, en el primer pliego, se puede leer una carta remitida por el cura de la villa de La Zarza en enero de 1631, Cristóbal García de Baldarazete, administrador de los Duques de Pastrana, a la Princesa de Mélito, esposa de Don Rodrigo De Silva y Mendoza, Capitán General de la Caballería de Flandes y segundo Príncipe de Mélito, madre del 3º Príncipe de Mélito, Muy Gómez, embajador importantísimo que fue en la época de Felipe III y Felipe IV, en los siguientes términos: 
"Excelentísima Señora. Deseando cumplir con las obligaciones de criado de vuestra excelencia, y procurando el mayor aumento de las rentas que vuestra excelencia tiene en la villa de la Barça halló será de mucha consideración de tener tinajas a donde poder beneficiar el diezmo de uva que en los dichos términos se coge que pertenece todo a vuestra excelencia por las razones siguientes:
Lo primero que con el amor y socorro que vuestra excelencia les hace de darles una fanega de trigo por cada mil vides que plantan se van animando los vasallos y plantando cada día viñas de nuevo con que se va aumentando esta renta.
Lo dicho que supuesto que vuestra excelencia tiene casa propia en La Tercia a donde con mayor comodidad que en otra parte se puede poner quinientas o seiscientas arrobas de tinajas y hacer un lagar se animaran los vecinos a arrendarla porque muchos no lo hacen por no tener casa ni tinajas y desde propio que se es darse podía sacar en la renta la cantidad que vuestra excelencia fuere servida por razón de las tinajas y lagar con que quedará pagado en breve a menor coste que tubiere. 
De aquí se sigue que año que...XXX Sen lo que sea justo XXX renta se podía administrar con cosa copia y el vino XXX a esta corte o venderlo como vuestra excelencia fuere servida. 
La costa que puede tener todo lo que referido en la compra de tinajas, yeso, puerta, ventana, escalera, pagar maestro y peones, será poco más de cien ducados.
Quede con Dios vuestra excelencia como sus capellanes deseamos de su villa de la Zarza . Enero 2 de 1631 años"
El cómputo de gastos estimados, por del cura de La Zarza, viene detallado así:
"12 reales para el tablón; 78 reales, de piedra y cascotes; 178 reales, para yeso; 140 reales para aderezo; 77 reales, por la puerta y ventana; 465 por el precio de las tinajas; 16 reales de una cerradura, 15 reales, de sogas; y 103 reales, para gastos menudos."
Al mes siguiente le vino la contestación sobre la propuesta hecha, al cura de la villa de La Zarza, publicada por la Princesa de Mélito, que dice:
"En día primero de febrero de 1631. Haciendo su excelencia visto lo que refiere en este memorial el Licenciado Xp Cristóbal García de Baldarazete lo haga hacer con el mayor beneficio y menos coste que se pueda, advirtiendo que todo el dicho gasto no a de exceder de los dichos cien ducados, sin orden particular de su excelencia. Y todo lo que así gastare sea con cuenta y razón, y que a de constar por cartas de pago y testimonio."
Dada la orden por la 'princesa, en los siguientes pliegos viene la descripción detallada todos los gastos que realizaron para realizar la bodega y lagar en la Casa de la Tercia, y que dicen así:

### Pliego 2, retejer La Tercia costó 60 reales
"En la villa de la La Zarza, en catorce dias del mes de noviembre de mil seiscientos y veinte nueve años(1629). Ante mí el escribano y testigo compareció Juan De Salcedo, maestro de albañilería y juró a Dios en forma de derecho haberse gastado en el trastejo de La Tercia desta villa este presente año sesenta reales en lo siguiente: trescientas tejas que costaron a cuatro maravedises en Santa Cruz (=1200,=35 reales y 10 maravedises), que puestas en la Tercia de esta villa costaron treinta y ocho reales (=1292 maravedises) y 22 reales (=748 maravedises) que le pagó Francisco Muñoz, por el trabajo de dos días de él y un oficial a once reales cada día entrambos, Y porque es verdad que lo gastó por su mano y recibió la dicha cantidad, lo firmó siendo testigo Alonso XXXX y Gabriel Salcedo y Juan del Moral, vecinos de dicha villa. Y yo, el escribano doy fe"
Aparece la rública de Juan Del Moral, de Gabriel De Salcedo y de Antonio Del Moral.

### Pliego 3, por la puerta y una puerta ventana se pagaron 77 reales a un vecino de Trillo
" Digo yo, Bernabé Prieto, vecino de Trillo, recibí del Licenciado Xp Cristóbal García de Baldarecete, cura de la villa de La Zarza y administrador de las rentas de su excelencia, siete ducados (=77 reales) del precio de una puerta enrajada con aclaración redonda de cinco cuartas de ancho y diez de alto, y una puerta ventana enrajada con la misma clavación  de vara de ancho y cinco cuartas de alto para la bodega que por mandado de su excelencia a de hacer en esta villa. Y por la verdad y no saber firmar, rogué a Gabriel Del Moral, vecino de esta villa lo firme por mi. Hecha en La Zarza, en 23 de agosto de 1631 años."
Aparece la rública de Gabriel Del Moral.

### Pliego 4, carta de pago de Juan Pascual, vecino de Colmenar de Oreja por el precio de 528 arrobas de tinajas, valorado en 465 reales y 30 maravedises
"Digo yo, Juan Pascual, vecino de Colmenar de Oreja, que recibí del Licenciado Xp Cristóbal García Baldaracete, cura de la villa de La Zarza y administrador de las rentas denso excelencia el Duque de Pastrana, en su villa de La Zarza, quince mill y ochocientos cuarenta maravedises, que montaron quinientas veintiocho arrobas de tinajas y un tinajón que le he dado a su merced para la bodega de su excelencia, a razón cada arroba de treinta maravedises, que suman y hacen la cantidad. Y por la verdad lo firmé en Colmenar de Oreja, en seis de octubre de 1631 años"
Aparece la rública de Juan Pascual.
- Datos: Q56377475